# Thaumalea brincki
Thaumalea brincki är en tvåvingeart som beskrevs av Vaillant 1960. Thaumalea brincki ingår i släktet Thaumalea och familjen mätarmyggor.
Artens utbredningsområde är Madeira. Inga underarter finns listade i Catalogue of Life.